# Squamellaria
Squamellaria là một chi thực vật có hoa trong họ Thiến thảo (Rubiaceae).

## Loài
Chi Squamellaria gồm các loài: